# Rödersheim-Gronau
Rödersheim-Gronau là một đô thị thuộc bang Rhein-Pfalz-Kreis, bang Rheinland-Pfalz, Đức. Đô thị này có diện tích km², dân số thời điểm 31 tháng 12 năm 2006 là 2876 người.

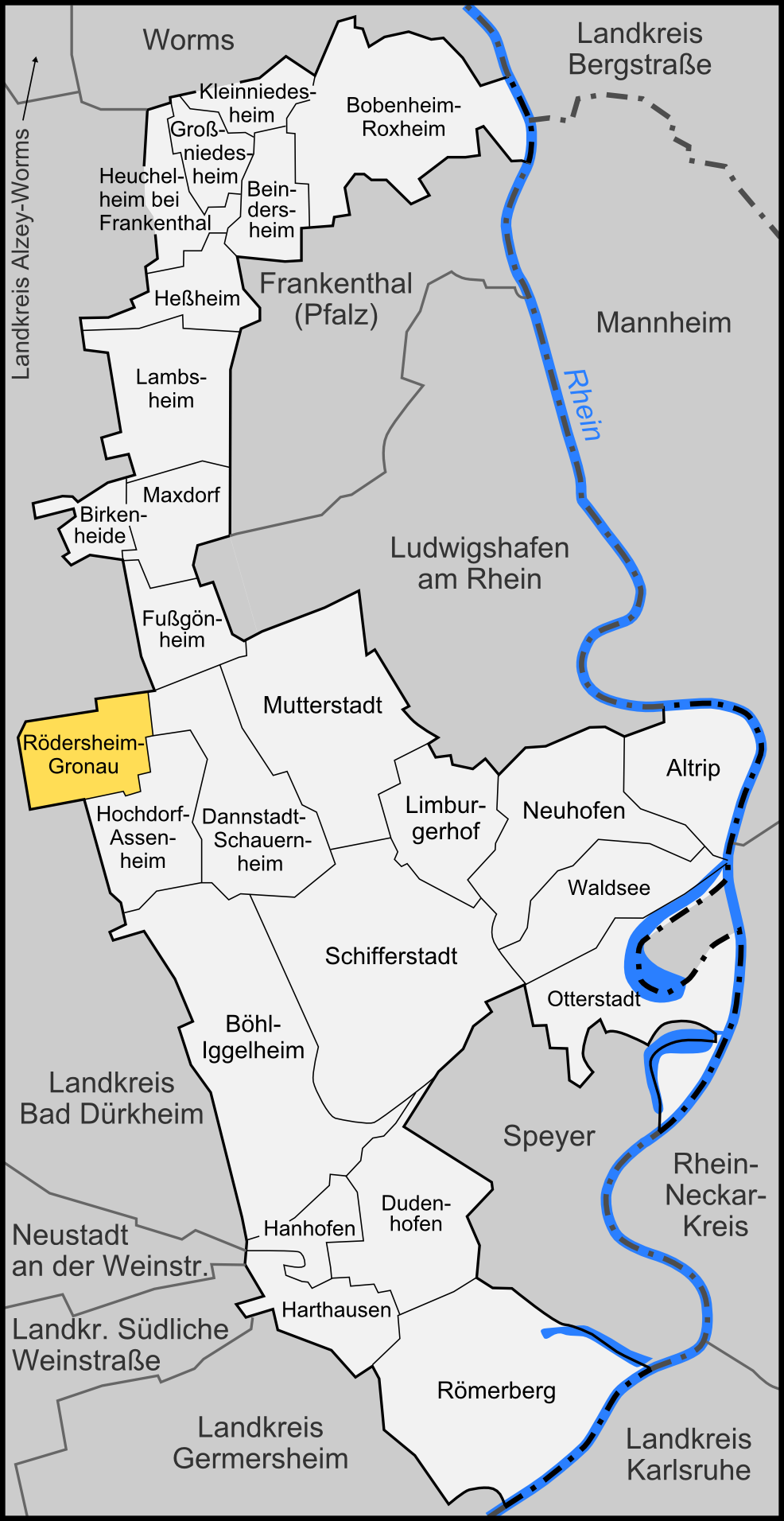